# BEST ～first things～
BEST ～first things～ es el primer álbum de grandes éxitos lanzado por la cantante japonesa Kumi Kōda el 21 de septiembre del 2005 en dos ediciones distintas: CD y CD+DVD.
Este BEST incluyó todos los sencillos lanzados por la cantante desde su debut en 2000 con su primer trabajo "TAKE BACK", hasta el sencillo lanzado el 2005 "Promise / Star", abarcando los primeros 5 años de carrera discográfica de la cantante. El álbum debutó inicialmente en el segundo lugar de las listas de Oricon, siendo superado por Mr. Children, pero a la segunda semana alcanzó el primer lugar de lo más vendido de todo Japón. Este álbum alzó la carrera de la artista al tope de los más populares, convirtiéndose en uno de los álbumes mejores vendidos de todo el año 2005 en Japón según las listas de Oricon, y el álbum más vendido de una cantante femenina en ese año.
El álbum originalmente es una compilación de los sencillos regulares de la cantante, pero primeras ediciones incluyeron aparte el sencillo limitado "the meaning of peace" (no contado en la discografía de la cantante), el cual fue originalmente cantado junto a la cantante coreana BoA en el 2001 para el acto benéfico de song+nation, organizado por Tetsuya Komuro y Max Matsuura. La otra canción incluida en el álbum fue "NO TRICKS", la cual no tiene ninguna relación con un sencillo, ya que ni siquiera fue lanzado de forma promocional.
Algo también muy interesante del álbum esque fue lanzado también una edición con DVD, el cual incluyó todos los trabajos visuales de Kumi Koda en sus 5 primeros años dentro de la industria musical. Desde el primer video hasta el último se puede ver como ha ido cambiando la imagen de la artista, y como también ha ido madurando su música a un nivel más sofisticado. Primeras ediciones del álbum con DVD también incluyeron un video especial al final de todos con una mezcla de todos los videos llamado Special Mix Video from BEST～first things～.
El "first things" del título fue puesto por Kumi ya que considera este álbum su "primera experiencia" dentro de la música, y por eso lo bautizó de esta forma.

## Canciones

### CD
1. NO TRICKS
2. TAKE BACK
3. Trust Your Love
4. COLOR OF SOUL
5. So Into You
6. love across the ocean
7. m·a·z·e
8. real Emotion
9. 1000 no Kotoba (1000の言葉?)
10. COME WITH ME
11. Gentle Words
12. Crazy 4 U

### CD2
1. Cutie Honey (キューティーハニー?)
2. Chase
3. Kiseki (奇跡?)
4. Selfish
5. hands
6. Hot Stuff feat.KM-MARKIT
7. Butterfly
8. flower
9. Promise
10. Star
11. the meaning of peace feat. BoA¹

### DVD
1. TAKE BACK
2. Trust Your Love
3. COLOR OF SOUL
4. So Into You
5. love across the ocean
6. m·a·z·e
7. real Emotion
8. COME WITH ME
9. Gentle Words
10. Crazy 4 U
11. Cutie Honey (キューティーハニー?)
12. Chase
13. Kiseki (奇跡?)
14. Selfish
15. hands ～single version～
16. Hot Stuff feat.KM-MARKIT
17. Butterfly
18. Promise

¹ Sólo en primeras ediciones.
- Datos: Q2899955